# Emercjanna Pociejowa
Emercjanna Agnieszka z Warszyckich Pociejowa secundo voto de Montmorency (ur. ok. 1690, zm. po 1759) – hetmanowa wielka litewska, wojewodzina wileńska, metresa Augusta II Mocnego, przyjaciółka Elżbiety z Lubomirskich Sieniawskiej.

## Biografia
Emercjanna Agnieszka była córką Anny z Jordanów z Zakliczyna (zm. 1710) i Stanisława Warszyckiego (zm. 1704), miecznika koronnego. W lutym 1709 r. została drugą żoną Ludwika Konstantego Pocieja, poślubiając go na Jasnej Górze i wnosząc mu w posagu Pilicę. Wypędzeni przez Szwedów Karola XII (i konfederatów warszawskich) z Wielkiego Księstwa Litewskiego państwo młodzi mieszkali początkowo w Ligocie, u teściowej Ludwika Konstantego. 
Małżonkowie doczekali się kilkorga dzieci, z których dorosłości dożyła jedynie Ludwika Marianna (Ewa Marianna). Zgodne początkowo małżeństwo, po jakimś czasie zaczęło się psuć. Emercjanna Agnieszka coraz częściej przebywała w Warszawie lub w otoczeniu króla Augusta II. Po 1715 r. Pociejowa została królewską metresą i w 1719 r., podczas separacji z Pociejem, urodziła królowi w Dreźnie nieuznaną oficjalnie córkę. 
Często zapadała na zdrowiu, uchodziła za osobę niezrównoważoną psychicznie i słynęła z ekscesów towarzyskich, a także z zamiłowania do jazdy konnej. W trakcie ataków choroby chroniła się w warszawskich klasztorach, gdzie czasem odwiedzała ją Sieniawska, znana hetmanowej z dworu Marii Kazimiery lub ze stołecznej pensji wizytek przy Krakowskim Przedmieściu 34. Okresy niedomagania zwykle szybko mijały i Emercjanna Agnieszka wiodła intensywne życie towarzyskie. 
Po śmierci Ludwika Konstantego Pocieja na początku 1730 r. we wrześniu tegoż roku wyszła ponownie za mąż za hrabiego Josepha Alexandre’a (Józefa Aleksandra) de Montmorency de Bours (zm. 1759), syna Daniela de Montmorency i Marii de Lescar. Drugi mąż Emercjanny Agnieszki był generałem (Maréchal de camp) wojsk saskich i członkiem  gwardii konnej króla Augusta. 
Emercjanna Agnieszka scedowała starostwo puńskie i stokliskie Sapieże, a szereszowskie – Flemmingowi, pułkownikowi gwardii litewskiej, a Pilicę sprzedała Marii z Wesslów Sobieskiej. Państwo de Montmorency wyjechali do Francji, gdzie Polka otrzymała naturalizację. Prowadziła ostrą walkę z rodziną zmarłego męża, by zachować pozostałe po nim majątki dla ich córki Ludwiki Marianny (Ewy Marianny), która w 1731 r. wyszła za mąż za Franciszka Borzęckiego, podstolego wielkiego litewskiego. Wychowanek hetmana – Antoni Aleksander Pociej – po kilkuletnich procesach odzyskał z rąk Borzęckich Różankę i Włodawę w 1736 r.
W 1736 r. małżonkowie de Montmorency de Bours zostali wpisani do powstałego wówczas Bractwa św. Marii Magdaleny w Kromołowie. Należący do męża Emercjanny budynek rue du Cherche-Midi 85 w paryskiej 6. dzielnicy, zwany Hôtel de Montmorency-Bours, jest obecnie siedzibą Musée Hébert (muzeum poświęcone Ernestowi Hébertowi, filia Musée d’Orsay).
Na podstawie testamentu Agnès-Émérentienne Warszicki wiadomo, że przeżyła drugiego męża, który zmarł 13 marca 1759 r.